# Langue des oiseaux
Vous pouvez aider à l'améliorer ou bien discuter des problèmes sur sa page de discussion.
- Le fond est à vérifier. Si vous venez d’apposer le bandeau, merci d’indiquer ici les points à vérifier. (Marqué depuis septembre 2017)
- Il ne respecte pas la neutralité de point de vue. Considérez son contenu avec précaution. Il est possible de préciser les sections non neutres en utilisant {{section non neutre}} et de souligner les passages problématiques avec {{passage non neutre}}. (Marqué depuis septembre 2017)
- Il peut contenir un travail inédit ou des déclarations non vérifiées. Vous pouvez l’améliorer en ajoutant des références. (Marqué depuis septembre 2017)

Vous pouvez aider à l'améliorer ou bien discuter des problèmes sur sa page de discussion.
- Il ne cite pas suffisamment ses sources. Vous pouvez indiquer les passages à sourcer avec {{référence nécessaire}} ou {{Référence souhaitée}}, et inclure les références utiles en les liant aux notes de bas de page. (Marqué depuis septembre 2017)
- Il n’est pas rédigé dans un style encyclopédique. (Marqué depuis septembre 2017)

- Archive Wikiwix
- Bing
- Cairn
- DuckDuckGo
- E. Universalis
- Gallica
- Google
- G. Books
- G. News
- G. Scholar
- Persée
- Qwant
- (zh) Baidu
- (ru) Yandex
- (wd) trouver des œuvres sur Wikidata

La langue des oiseaux est une langue fictive et secrète, qui consiste par des jeux de langages et de codes à donner un sens autre à des mots ou à une phrase. Ce procédé littéraire peut reposer sur plusieurs jeux comme celui de sonorités (homophonie), des jeux de mots (verlan, anagrammes, fragments de mots, etc.) ou par le recours à la symbolique des lettres. Ce sens caché peut amplifier le sens premier de ces mots ou au contraire s'y opposer.
Autrement dit, la langue des oiseaux est une langue tenant de la cryptographie, qui se fonde sur trois niveaux :
- la correspondance sonore des mots énoncés avec d’autres non dits permet un rapprochement sémantique qui constitue un codage volontaire, soit pour masquer une information, soit pour amplifier le sens du mot premier ;
- les jeux de mots utilisés permettent un codage davantage subtil et ésotérique, les mots se reflètent ad libitum : verlan, anagrammes, fragments de mots, etc. ;
- la graphie enfin, fondée sur la symbolique mystique des lettres des mots énoncés, peut renvoyer à un codage iconique renforçant le sens des mots, comme dans les hiéroglyphes.

Les plus anciens documents dont nous disposons aujourd'hui théorisant la langue des oiseaux sont signés Grasset d'Orcet et Fulcanelli, et remontent à la seconde moitié du XIXe siècle. Ils attribuent néanmoins à la langue des oiseaux des origines immémoriales : elle aurait longtemps été une langue d’initiés, un système de codage occulte lié à l’alchimie et à la poésie hermétique (de Hermès, dieu patron des phénomènes cachés). Elle acquiert une dimension psychologique au XXe siècle, avec les travaux de Carl Gustav Jung ou de Jacques Lacan, qui y voient un codage inconscient permettant d’amplifier le sens des mots et des idées.
Le Dictionnaire des langues imaginaires recense plusieurs entrées en lien avec la langue des oiseaux : langage des animaux, langue des corbeaux, langage de l'extase (mystique), langage ludique, langage du rossignol, langue secrète… Néanmoins il existe des langues farfelues (comme la langue des corbeaux) sans fondements historiques, sûrement inventions de cas pathologiques. Il faut ainsi différencier les « langues secrètes » des langues farfelues, des langues inventées (la langue des grenouilles, d'Aristophane), des jargons et dialectes et des imitations (« langue des animaux » dont Mircea Eliade dit qu'elle consiste à « imiter leurs cris, surtout les cris d'oiseaux »). Finalement, c'est l'existence d'un code caché qui permet de départager ces registres et de repérer l'originalité de la langue des oiseaux.

## Principe
L'expression de « langue des oiseaux » consiste à entendre un son plutôt qu'à le lire.
L'exemple suivant permet d'en comprendre le principe :
- phrase codée : « Vois si un mets sage se crée, dit sans les mots »
- phrase décodée : « Voici un message secret, dis : "sens les mots" ! »

Le message codé comporte un ensemble d'éléments à interpréter : « vois si », « un mets sage », « se crée », « dit sans les mots ». À la différence de l'amphibologie (phrase qui peut avoir deux sens comme dans « J'ai tué un éléphant en pyjama » : « je l'ai tué alors que j'étais en pyjama » ou « j'ai tué un éléphant qui avait un pyjama »), exemple qui ne prend pas en compte la logique bien entendu, la phrase en langue des oiseaux joue sur l'homophonie des mots la composant. Quant à l'interprétation, elle dépend du contexte et des récepteurs[réf. nécessaire].
Dans cette langue le « double sens » prime, permis entre autres par l'homophonie.

## Origine de l’expression
L’expression « langue des oiseaux » (on emploie également l’expression synonyme de « langue des anges ») a une origine confuse et plurielle :
- une première interprétation possible est qu’elle renvoie au fait que les oiseaux sifflent des mélodies, des musiques pour l’oreille humaine, mais dont on ne réalise pas le sens caché. C’est l’idée d’une langue sacrée, cachée, que l’homme n’« entend pas » (dans le sens de comprendre). Grasset d'Orcet reprend ce point de vue.

## Histoire

### XIXeetXXesiècles

#### Grasset d'Orcet
Grasset d'Orcet (1828-1900) étudie les traces des systèmes cryptographiques de la Grèce archaïque. Fort de cette expérience il publie des articles sur la Langue des Oiseaux parus dans la Revue Britannique. Ami de Fulcanelli, ayant eu une puissante influence sur l'abbé Henri Boudet (voir ci-après), Grasset d'Orcet va se consacrer à l’étude des « Matériaux cryptographiques » c’est-à-dire aux règles de décodage des textes en langue des oiseaux. Il se focalise surtout sur l’héraldique, autre science aux origines occultes usant du double langage. Les devises hiéroglyphiques du blason obéissent en effet à des règles permettant leur « lecture » (autre qu’iconique).

#### Fulcanelli
Fulcanelli, dont la véritable identité demeure inconnue, dans Les Demeures philosophales, ouvrage d’alchimie moderne où il montre que les maîtres spagyriques ont fixé dans la pierre des cathédrales leur savoir ancestral, fut l'un des premiers à révéler clairement le sens de la langue des oiseaux :

« Les vieux maîtres, dans la rédaction de leurs traités, utilisèrent surtout la cabale hermétique, qu’ils appelaient encore langue des oiseaux, des dieux, gaye science ou gay savoir. De cette manière, ils purent dérober au vulgaire les principes de leur science, en les enveloppant d’une couverture cabalistique. […] Mais ce qui est généralement ignoré, c’est que l’idiome auquel les auteurs empruntèrent leurs termes est le grec archaïque, langue mère d’après la pluralité des disciples d’Hermès. La raison pour laquelle on ne s’aperçoit pas de l’intervention cabalistique tient précisément dans ce fait que le français provient directement du grec. »

La dimension cryptographique de cette langue est donc avérée selon lui ; néanmoins, elle reposerait sur le grec ancien. Puis Fulcanelli va définir la méthode fondant la langue des oiseaux comme étant phonétique :

« La langue des oiseaux est un idiome phonétique basé uniquement sur l’assonance. On n’y tient donc aucun compte de l’orthographe, dont la rigueur même sert de frein aux esprits curieux […]. »

Il continue, insistant sur le double sens de cette langue :

« Les anciens écrivains l’appelaient langua general (« langue universelle »), et lengua cortesana (« langue de cour »), c’est-à-dire langue diplomatique, parce qu’elle recèle une double signification correspondant à une double science, l’une apparente, l’autre profonde. »

Puis il en fait la langue originelle de l’humanité, celle d’avant Babel (voir chapitre « origine ») :

« Les rares auteurs qui ont parlé de la langue des oiseaux lui attribuent la première place à l’origine des langues. Son antiquité remonterait à Adam, qui l’aurait utilisée pour imposer, selon l’ordre de Dieu, les noms convenables, propres à définir les caractéristiques des êtres et des choses créées. »

Pour Fulcanelli, chaque nom alchimique contient, dans la langue des oiseaux, une correspondance symbolique que la phonétique exprime : l’antimoine par exemple fait référence à l’âne initiatique :
« Sachez donc, frères, afin de ne plus errer, que notre terme d'antimoine... désigne, par un jeu de mots familier aux philosophes, l'âne-timon, le guide qui conduit... »
Dans Le Mystère des cathédrales, l’art gothique est un langage lui-même interprétable par la langue des oiseaux. Cette hypothèse, propre à Fulcanelli, jamais évoquée au Moyen Âge nous permet d’étudier le fonctionnement symbolique à l’œuvre dans la langue des oiseaux. Tout d’abord, phonétiquement l’expression « art gothique », par raccourci : « art goth » (prononcez [go]) est proche de celle d’ « argotique » ; il y a homophonie parfaite :

« Pour nous, art gothique n’est qu’une déformation orthographique du mot argotique, dont l’homophonie parfaite, conformément à la loi phonétique qui régit, dans toutes les langues et sans tenir aucun compte de l’orthographe, la cabale traditionnelle. La cathédrale est une œuvre d’art goth ou d’argot. Or, les dictionnaires définissent l’argot comme étant un « langage particulier à tous les individus qui ont intérêt à communiquer leurs pensées sans être compris de ceux qui les entourent ». C’est donc bien une cabale parlée. »

L’art gothique renvoie à un langage codé donc. L’amplification symbolique peut ensuite être proposée au moyen d’une seconde mise en correspondance phonétique : « Les argotiers, ceux qui utilisent ce langage, sont descendants hermétiques des argo-nautes, lesquels montaient le navire Argo [...] pour conquérir la fameuse Toison d’Or. [...] Tous les Initiés s’exprimaient en argot, aussi bien les truands de la Cour des Miracles, - le poète Villon à leur tête,- que les Frimasons, ou francs-maçons du Moyen Âge, « logeurs du bon Dieu », qui édifièrent les chefs-d'œuvre argotiques que nous admirons aujourd’hui. »
Il existerait donc une correspondance entre l’art gothique, le langage codé dit argotique et le mythe des Argonautes, largement évoqué par les auteurs alchimistes. Cette relation pourrait être synthétisée en une phrase reprenant tous les termes : l’art gothique est un langage codé utilisé par un groupe d’initiés à cette langue et recherchant la Toison d'or (sous-entendu, par métaphore : la pierre philosophale). La destination spirituelle de cet art est renforcée par la racine grecque de l’adjectif « gothique » :

« L’art gothique est, en effet, l’art got ou cot (Co en grec), l’art de la Lumière ou de l’Esprit. »

#### René Guénon
René Guénon, dans Symboles de la Science sacrée, pense que la langue des oiseaux regroupe les formules et incantations ésotériques fondamentales. Il considère qu’elle est la métaphore de la communication de l’humain avec les « êtres supérieurs » que sont les anges : « les oiseaux sont pris fréquemment comme symbole des anges, c’est-à-dire précisément des états supérieurs ». Il montre que c’est dans la tradition islamique qu’apparaît la langue des oiseaux, avec la figure de Salomon :

« Et Salomon fut l’héritier de David ; et il dit : Ô hommes ! nous avons été instruits du langage des oiseaux [‘ullimna mantiqat-tayri] et comblés de toutes choses. »

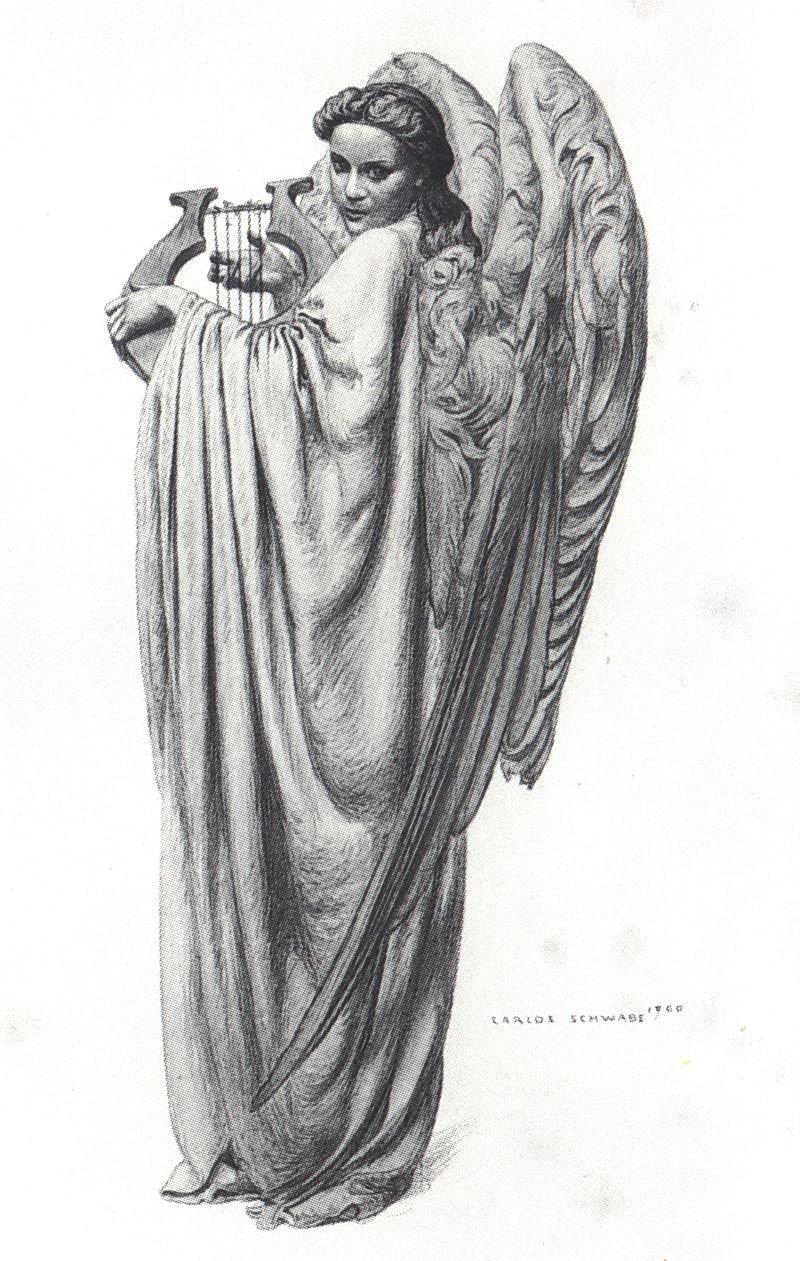
Les anges sont souvent représentés comme des oiseaux.

Le terme aç-çāffāt est considéré comme désignant littéralement les oiseaux, mais comme s’appliquant symboliquement aux anges (al-malā’ikah) par proximité phonétique. La langue des oiseaux serait donc une expression pour désigner la langue des anges. (Guénon cite notamment l’étude sur le symbolisme de l’« oiseau de paradis » de M. L. Charbonneau-Lassay, fondée sur une sculpture où cet oiseau est figuré avec seulement une tête et des ailes, forme sous laquelle sont souvent représentés les anges).
Pour Guénon, cette langue est avant tout fondée sur le rythme universel, sur le vers et la poésie.

## Psychologie

### Les jeux de mots: fenêtre sur l’inconscient
Étienne Perrot, continuateur de Jung, fait de la langue des oiseaux et des jeux de sonorités une capacité du rêve d'exprimer de manière parallèle une réalité psychique :

« Cette synchronicité, ces écoutes extérieures et intérieures, ces doubles lectures, nous les apprenons donc d'abord dans les rêves. Les rêves nous apprennent à décrypter la réalité. Les rêves, c'est bien connu, prennent très souvent des matériaux de la vie diurne, mais c'est pour nous apprendre à les lire autrement. Cette lecture renferme un élément très important, qui est le décryptage des mots suivant des lois qui ne sont pas des lois causales, mais des lois phonétiques, suivant le mode de formation des calembours. C'est ce qu'on appelle la « langue des oiseaux », et c'est cela, d'une façon précise, ce que les alchimistes appelaient la « gaie science ». »

Il justifie le double sens phonétique des textes alchimiques par cette citation de l'auteur ésotérique Michael Maier, qui explique :

« À propos de tout ce que tu entends, raisonne pour savoir s'il peut en être ainsi ou non. Nul en effet n'est incité à croire ou à accomplir des choses impossibles, car les mots (des livres hermétiques) existent à cause des choses et non les choses à cause des mots. »

Perrot reconnaît au rêve une certaine motivation, indépendante de la conscience, un certain humour qui transparaît par la langue des oiseaux. En déstructurant le mot, par les sonorités qu'il contient, le rêve (l'inconscient en somme) donne à entendre un autre sens. Perrot voit dans le mot onirique une capacité à se « dilater » par une mise en correspondance de symboles. Il y voit également une correspondance constante avec la musique de l'alchimie dans laquelle « toute cuisson s'accompagne d'une musique : un four gronde, un feu crépite, l'eau sur le feu chante et, si l'on y plonge un métal porté au rouge, il siffle. »
Cependant, Perrot ne cherche pas l'interprétation systématique : « le seul plan qui nous intéresse est celui des analogies signifiantes de la langue des oiseaux. »

## Niveaux d'interprétation
« (..) la Langue des Oiseaux ne peut s’apprendre avec les Sens, la mémorisation. Elle ne se laisse pas dévoiler non plus avec la logique limitée du connu actuel. Le mot, la lettre, sont des « koans » déployant, et basés sur, une logique plus logique que la logique officielle ! » : Yves Monin dans son livre Hiéroglyphes Français et Langue des Oiseaux pointe là un autre niveau d'interprétation de la langue des oiseaux correspondant à la symbolique graphique et non plus phonétique.
Monin remarque à ce propos que le mot « O.I.s.E.A.U » a la particularité de faire appel à presque toutes les voyelles sans qu'aucune ne s'entende.

### Un jeu de mots
Luc Bige, dans son Petit dictionnaire en langue des oiseaux. Prénoms, Pathologies Et Quelques Autres, dresse une liste de ces expressions courantes tenant du double sens. Il montre également qu'à chaque mot les possibilités augmentent, et qu'à partir d'une phrase simple on peut, selon diverses méthodes (déconstruction des syllabes, homographes, homophonie, champs sémantiques...), obtenir à chaque fois des phrases d'autres sens. Il prend notamment l'exemple du syntagme simple : « Ma chandelle », qui peut donner :
ma chan d'elle > elle m'a chanté > mon chant qui vient d'elle >
mon chandail
ma champ d'elle > mon champ qui vient d'elle
mâ(che) champ d'elle > mâche (laboure, etc.) son champ
mâ(che) chant d'ailes > le chant de ceux qui ont des ailes

## Usages
Selon les personnes qui préconisent dans certains cas (comme l'hypnose ericksonienne) le recours à ce langage, la langue des oiseaux permettrait d'améliorer son intuition, son ressenti, pour trouver de l'inspiration pour de l'art ou pour émettre des hypothèses dans un but de recherche.

## Linguistique
Les mécanismes linguistiques mis en œuvre dans la langue des oiseaux sont nombreux ; on peut citer :
- La connotation et les champs sémantiques : le mot renvoie à tout un tissu de synonymes proches ou éloignés, ou, au-delà, vers des concepts ou mots par analogie proches.
- La permutation des lettres : anagrammes, palindromes surtout, verlan également.

Palindrome fondé sur le carré Sator.

- L'homophonie (le mot a le même son qu'un autre).
- L’étymologie dans une certaine mesure, pour le cas des néologismes ou des mots à racines étrangères.
- La correspondance, au niveau graphique : la lettre cherche à ressembler à la chose évoquée (dans « éclair » par exemple on peut voir la lettre l comme l'éclair s'abattant).
- L’harmonie imitative via le jeu des sonorités : par assonance et allitération le mot cherche à imiter le son réel (comme dans : « Pour qui sont ces serpents qui sifflent sur vos têtes ? » avec le son /s/ évoquant le serpent, de Jean Racine, Andromaque,acte V, sc.5).
- L'association d'idées et la synesthésie (association de sens perceptifs)[réf. nécessaire].

L'ouvrage de Bige, Petit dictionnaire en langue des oiseaux. Prénoms, Pathologies Et Quelques Autres, dévoile les méthodes créatives pour constituer des jeux de mots symboliques, méthodes qui tiennent indéniablement de la grammaire et de la syntaxe combinatoires. Il propose d'abord de commencer par écrire le mot ou de constituer une périphrase, puis, syllabe par syllabe, d'écrire toutes les possibilités et « dans tous les sens » afin de dévoiler l'ensemble des connotations. Bige donne également comme possibilité d'utiliser le « verlan » (écrire les syllabes dans l'ordre inverse) ou l'anacyclique (lecture dans les deux sens du mot, avec deux significations différentes). La phase suivante est celle de la suggestion d'autres mots qui ressemblent, ou de les compléter au besoin et selon la symbolique que l'on souhaite suggérer. Enfin, la langue des oiseaux étant avant tout phonétique, Bige conseille de lire à voix haute les mots construits afin de favoriser les échos phoniques et les significations cachées[réf. nécessaire].